# Пухечень
Пухечень (рум. Puhăceni) — село в Аненій-Нойському районі Молдови. Утворює окрему комуну.

## Населення
За даними перепису населення 2004 року у селі проживали 3775 осіб.
Національний склад населення села:
| Національність       | Кількість осіб | Відсоток   |
| -------------------- | -------------- | ---------- |
| молдавани румуни     | 3665 64        | 97,1% 1,7% |
| росіяни              | 23             | 0,6%       |
| українці             | 14             | 0,4%       |
| болгари              | 2              | 0,1%       |
| поляки               | 2              | 0,1%       |
| гагаузи              | 1              | < 0,1%     |
| інша / без відповіді | 4              | 0,1%       |
| Всього               | 3775           | 100%       |